# Conjunto Mazatlán
El conjunto Mazatlán, también conocido como edificio Condesa, es un conjunto de edificios de la colonia Condesa de la Ciudad de México. Está compuesto por cuatro inmuebles construidos en 1911 por el arquitecto Thomas Sinclair Gore, quien destacó por haber realizado también el Hotel Geneve. Está ubicado entre las calles Mazatlán, Juan de la Barrera, Pachuca y Agustín Melgar en la colonia Condesa. Está catalogado como inmueble histórico por el Instituto Nacional de Bellas Artes de México y destaca por ser uno de los primeros edificios multifamiliares.

## Descripción
La unidad consta de cuatro pisos por cada edificio con 216 departamentos, rodeados de jardineras con accesos múltiples y directos a las calles, además de una torre de diez pisos añadida al diseño original. En su entorno subsisten pequeños comercios como la recaudería, la peluquería y la papelería que anteriormente eran cocheras.
El conjunto ha sido considerado "la transición en nuestro país (México) entre la tradición horizontal y la forma vertical que años después aparecería como alternativa".

### Habitantes distinguidos
En sus orígenes la unidad estuvo ocupada por europeos de familias acomodadas, que en su mayoría laboraba en la compañía petrolera El Águila, pero con el pasar de los años albergó a familias de clase media y varios artistas intelectuales. Por esa razón a partir de la década de los sesenta el sitio fue llamado informalmente Payton Place. Entre los habitantes distinguidos del conjunto que viven o vivieron en el edificio están:
- La fotógrafa Ruth Lechuga, quien vivió ahí a partir de 1939 y convirtió su casa en un museo de arte indígena.
- El departamento de Juan Vicente Melo, que reunió a diversos integrantes de la llamada Generación del Medio Siglo. Se sabe que en el terreno baldío frente a los edificios jugaban con Melo los también escritores Juan García Ponce y Juan José Gurrola, también habitante del conjunto.[8]
- El taller del artista Luis López Loza, el cual era frecuentado por Emilio Ortiz, Fiona Alexander, Jan Hendrix y Leonora Carrington[9]
- Montserrat Pecanins "La Montse"
- Brian Nissen
- Betsy Pecanins
- Poli Délano
- Mario Lavista
- Margie Bermejo
- Plácido Domingo
- Laura Esquivel
- Pilar Pellicer
- Francisco Gabilondo Soler
- Gabriel Zaid
- Adanowsky
- José Alonso

A este respecto Canal 22 realizó en 2016 la serie Edificios Condesa: Cien años, mil historias.
- Wikimedia Commons alberga una categoría multimedia sobre Conjunto Mazatlán.